# خیز تا خرقه صوفی به خرابات بریم
غزلی با مطلعِ «خیز تا خرقهٔ صوفی بخرابات بریم» غزل شمارهٔ ۳۷۳ از دیوانِ حافظ در تصحیحِ محمد قزوینی و قاسم غنی است.

## در دیگر آثار هنری
در نسخهٔ مصور موزهٔ ملی ایران (شمارهٔ ۹۲۱۰) به‌تاریخ شوال ۱۰۲۵ ه‍.ق/اکتبر ۱۶۱۶ م و به کتابت شاه قاسم نیز نگاره‌ای بر مبنای این غزل موجود است.